# 埃薩河
埃薩河（白俄羅斯語：Эса）是白俄羅斯的河流，由明斯克州和維捷布斯克州負責管轄，屬於道加瓦河的一部分，該湖長84公里，面積1,040平方公里，最終注入列佩利湖。